# Csatár (Szekszárd)
A ma Szekszárdhoz tartozó Csatár szerepel az esztergomi káptalan 1514. évi jegyzőkönyvében a szekszárdi apátság birtokaként. A szigetváriak  a falusi bírák vallatásával 1560-ban az urbáriumban feljegyezték, hogy „Csatár a szekszárdi apátságé, Kis Márton bíró eskü alatt vallotta ez a falu elpusztult és az 1559. évben újjáéledt. Három telkes jobbágy található itt, 1560-ban a szigeti várhoz fizetnek 6 forintot…” 1564. évi dikális összeírásban csatár még úgy szerepel, mint a váci püspök birtoka, de 1565-ben már szigeti várhoz fizet 6 forint adót. Ebben az évben Csatáron 8 lakos termelt búzát, szőlőt 10 lakos, azonban 11 kaput írtak be a törökök, tehet többnek kellett lenniük. 1572-ben 17 adózó szerepel. A családfők nevei: Kis Márton, Boros Antal, nagy Jakab, Sitő Gál, Farkas Imre, Tót Péter, Ferenczi Benedek, Tót Péter, Semeni Máté, Barát János, Nagy Tamás, Szári Pál, Kozar Antal, Kozar Gergel, Kozar Kelemen, Pál Balázs, Nagy Imre 17 ház. Búzát keveset termeltek, ezt jelzi, hogy csak 8 lakos fizetett gabonatizedet. Annál több bort termeltek, a 10 helyi bortermelő mellett 77 tolnai, 12 szekszárdit, 5 őcsényit, 9 „kemedit”, 20 ságit, 5 fehérvízit, 5 gerjenit, 10 faddit és 5 mözsit említenek. 17994 és fél pint a musttized, a bortermés tehát elég tetemes: 3060 hektoliter bor termett ezekben az években Csatáron.
Csatár a török uralom alatt hász-birtok volt. Az itt felvett adatok szerint Csatáron átlagosan évi 10 hl bor termett, ezenkívül azonban még a külső (extraneus) szőlői után átlagosan évi 36 hl mennyiség becsülhető fel. A település lakossága azonban a pusztítások során gyorsan fogyásnak indult. 1590-91-ben egy adófizetőt írtak össze itt, 1631-32-ben kettőt, 1641-42-ben azonban hatot.